# Вільгельм Кубе
Вільге́льм Рі́хард Па́уль Ку́бе (нім. Wilhelm Richard Paul Kube; 1887, Глогау, нині Нижньосілезьке воєводство, Польща — 1943, Мінськ, нині Білорусь) — німецький політичний діяч, генеральний комісар генеральної округи Білорусь у райхскомісаріаті Остланд у 1941—1943 роках.
Формально, за структурою Генерального комісаріату й указом Адольфа Гітлера від 17 липня 1941, Вільгельмові Кубе підлягали всі сили СС і поліції на підвладній йому території.

## Освіта
Закінчив гуманітарну гімназію в Берліні та Берлінський університет, де вивчав історію, політологію й теологію (1908—1912).

## Рання політична кар'єра
Один із засновників антисемітського Німецького національного союзу студентів, його керівник (1911-1914). Редагував друкований орган організації «Deutschvölkische Hochschullblätter». Член Німецької соціальної партії в 1911-1913, з 1912 — редактор друкованого органу «Mecklenburgische Warte». У 1913-1919 роках член Німецької консервативної партії, був редактором органу «Schlesische Morgenzeitung» і співробітником «Schlesische Boten». Обіймав посаду окружного секретаря партії у Бреслау (Вроцлав). 1917 року брав участь у бойових діях на фронті. 1919 року був одним із засновників Німецької національної народної партії. Незабаром став генеральним секретарям її окружної організації в Сілезії (1919), потім у Берліні (1920). У 1922-1923 був депутатом Берлінської міської ради. 1923 року був (разом із членами тоді забороненої Німецької націонал-соціалістичної робітничої партії) одним із засновників Німецької соціалістичної партії свободи, від якої у 1924 пройшов у райхстаг. 1925 року став редактором «Der Markische Adler», на сторінках якої пропагував ідеї NSDAP.

## Членство в націонал-соціалістичній партії
1 грудня 1927 вступив до Німецької націонал-соціалістичної робітничої партії (НСДАП), через кілька тижнів призначений гауляйтером партійного округу Остмарк. Депутат прусського ландтагу (травень 1928), керівник фракції націонал-соціалістів (6 осіб). За роки його правління в Остмарку кількість членів НСДАП зросла до 80 тис. осіб. У 1932 був керівником громади берлінських вірян і очолював Синод Берліна. Виступив ініціатором Всесвітнього руху німецьких християн. Після захоплення влади нацистами у 1933 році, 25 березня 1933 Кубе призначається обер-президентом Берліна і Бранденбурга з одночасним виконанням обов'язків обер-президента прусської провінції Позен-Західна Пруссія. Обидві посади він обіймав до 1936 року. Також 1933 року вступив до лав СС, а 1 червня 1933 став гауляйтером партійного округу Курмарк (колишні землі Остмарку і Бранденбурга). У 1933-1936 роках знову був депутатом Райхстагу і одночасно державним радником у Пруссії. З невідомих причин у квітні 1936 надіслав анонімний лист до головного судді НСДАП райхсляйтера Вальтера Буха, звинувачуючи його у переслідуванні євреїв, водночас вказуючи на єврейське походження дружини останнього. Після викриття авторства й у зв'язку з високопоставленим свояцтвом Буха (зятем Буха був Мартін Борман), Кубе був змушений покинути всі державні і партійні пости, і тільки завдяки активному заступництву Гітлера зберіг своє членство в НСДАП, депутатство у Райхстагу і посаду гауляйтера. У 1936-1941 роках не відігравав активної ролі у політичному житті нацистської Німеччини. 1940 року був роттенфюрером СС у концтаборі Дахау.

## Генеральний комісар Білорутенії

### Початкова діяльність
Ситуація змінилася з нападом Німеччини на СРСР. На початку Гітлер хотів був призначити В. Кубе гауляйтером Москви, але через невдачі на фронті поставив його на чолі Генеральної округи Білорутенія. Добре ставлення Гітлера до Кубе привело до того, що останній почав на свій лад інтерпретувати інтереси Райху у Білорусі, результатом чого стали конфлікти з іншими нацистськими керівниками. Кубе почав робити багато для зростання білоруського націоналізму як найголовнішої противаги радянському впливові.
Перші кроки Кубе були спрямовані на відродження білоруської культури. 10 вересня 1941 він видав інструкцію про обов'язкову освіту всіх дітей у віці 7-14 років, крім євреїв. Місцева адміністрація була зобов'язана створювати мережу початкових шкіл, роблячи наголос у програмі на виховання в гітлерівському дусі. Було створено генеральний комісаріат у Мінську та окружні комісаріати, в рамках яких створювалися білоруські шкільні інспекції. У січні 1942 у Мінську почала виходити газета «Білоруська школа», призначена для вчителів та учнів.
22 вересня 1941 Кубе оприлюднив відозву «До мешканців Білорусі!», в якій оголошував відновлення знищених війною об'єктів, звільнення з-під більшовицького ярма, настання добробуту і нового життя в рамках «нової Європи» на чолі з Третім Райхом. Однак декларація Кубе відрізнялася від реальних дій вермахту і СС. Спроби врятувати білоруське населення викликали конфлікти з військовими і поліційними структурами. За свої виступи проти нелюдського ставлення до єврейського населення і спроби зменшити розміри його винищення отримав від політичних опонентів ярлик «жидолюбця». Результатом всього став гострий конфлікт із райхсфюрером СС Генріхом Гіммлером.
Тим часом, через відсутність потрібної кількості білоруських кадрів Кубе був змушений призначати у місцеву адміністрацію і небілорусів.

### Сприяння білоруському руху
У такій ситуації Кубе вирішив створити центральний орган білоруської адміністрації, попри критику з боку райхсміністра окупованих східних територій Альфреда Розенберга. На початку вересня 1941 Кубе заснував білоруський аналог генерального комісаріату — так зване «небенбюро» (додаткове бюро) на чолі з Радославом Островським. Однак у жовтні того було знято з цієї посади через скаргу голови Білоруської народної самодопомоги (БНС) Івана Єрмаченка на співпрацю Островського у міжвоєнну добу з комуністами і поляками. 22 жовтня Кубе разом з Єрмаченком видав офіційне звернення до білоруського населення про заснування БНС, метою якого була опіка над білоруським населенням у справах охорони здоров'я та поліпшення побуту. На початку 1942 Кубе почав аграрну реформу, що мало пожвавити господарську активність білоруського селянства. У результаті навесні того самого року всі колгоспи на сході Білорусі були розпущені, а їхні землі та інвентар розділені між селянськими сім'ями, об'єднаними в сільськогосподарські товариства. Ці кроки виходили за межі постанов із Берліна.
Одночасно Кубе почав білорусизацію церковного життя. Він посприяв створенню Білоруської автокефальної церкви і позбавленню її від усяких російських впливів. Також легалізував діяльність білоруського греко-католицького екзархату і розпочав білорусизацію католицької церкви.
Великі проблеми для Кубе створило небажання Розенберга створювати у Мінську центральний орган білоруського самоврядування. Розуміючи, що ця відмова відштовхне від німців білорусів, Кубе намагався втихомирити це питання шляхом створення змішаної адміністрації, що поєднувала німецький управлінський персонал і білоруський виконавчий апарат у межах окружних і генерального комісаріатів.
У зв'язку з розширенням антинімецького партизанського руху В. Кубе в червні 1942 почав заохочувати білоруських націоналістів. Спираючись на єдину легальну білоруську організацію, якою була БНС, він 29 червня призначив її керівника Івана Єрмаченка своїм радником і довіреною особою, призначивши також ще трьох повірників у генеральному комісаріаті та по одному в кожному окружному комісаріаті. У новій ситуації в липні 1942 Кубе дозволив створення 12-особової Ради БНС на чолі з Єрмаченком. У кожному окрузі виникли місцеві ради, що в майбутньому могли би перейняти владу від німців. Тоді ж В. Кубе видав дозволи на створення Білоруського наукового товариства, профспілок, білоруської судової системи, Жіночої ліги, а також на вивішування білоруських національних герба і прапора. У серпні почалося відкриття білоруських гімназій, стали звучати пропозиції щодо відродження університету у Мінську. У вересні вийшов наказ про зміну адміністративних назв: районів — на повіти, бургомістрів — на начальників повітів, волостей, міст чи сіл. Велику увагу Кубе приділяв популяризації своєї політики у білоруській та німецькій пресі; запрошував до Мінська багатьох журналістів з Райху, заохочував відповідні статті і висновки. Наприкінці липня Кубе дозволив проведення у Мінську чотириденного з'їзду окружних і районних керівників БНС. Сприяв зміні Статуту організації і надання їй самоврядних функцій. 16 липня 1942 видав наказ про створення Білоруського корпусу самооборони (БКС) для боротьби з радянською партизанщиною. Білоруська сторона вважала це першим кроком до створення національної армії, але центральна німецька влада погодилася лише на діяльність корпусу як поліційних батальйонів, керівництво у яких передавалося німцям.

### Конфлікт з військовою владою
На рубежі 1942-1943 років у Генеральній окрузі Білорусь остаточно склалося двовладдя: з одного боку діяла цивільна пробілоруська адміністрація на чолі з Кубе, з другого — поліція і СС, які будь-що намагалися задушити партизанський рух. Множилися взаємні непорозуміння. У січні 1943 з'явився навіть проєкт ліквідації цивільної адміністрації у Білорусі та підпорядкування її земель суто військовому командуванню. Кубе заходився захищати Генеральну округу. 3 лютого він послав А. Розенбергу лист, у якому звертав увагу на низку причин (економічних, політичних, пропагандистських) за збереження округи. У результаті в середині травня було ухвалено рішення на користь Кубе.
У той самий час почалися акції з політичної дискредитації Кубе як прихильника шкідливих для Райху білоруських націоналістичних тенденцій. Глава СС і поліції в генеральній окрузі Курт фон Готберг розгорнув діяльність проти створеної Кубе БНС та її керівника Єрмаченка, за якого, захищаючи разом з тим і свою політику, заступився Кубе. До розбору цієї ситуації приєдналося Головне міністерство з безпеки Райху, внаслідок чого було ліквідовано БНС і Вільний корпус самооборони. Таким чином, В. Кубе, рятуючи І. Єрмаченка, відстояв свою позицію, але поплатився за це знищенням цілого механізму своєї політичної діяльності від вересня 1941.
Для отримання політичної підтримки своїх зусиль в управлінських колах Німеччини Кубе на початку 1943 висунув ідею про нордичне походження білорусів, оскільки за расовою теорією слов'яни вважалися нижчою расою (а білоруси-литвини мали балтський субстрат у формуванні народності). У зв'язку з розширенням партизанського руху у 1-й половині 1943 він започаткував низку проєктів з метою привернення білоруського населення. У березні вийшла постанова про комасацію (об'єднання в єдиний наділ дрібних селянських нарізів) землі, розділеної в результаті аграрної реформи, що мало на меті створення економічно успішних сільських господарств. Водночас А. Розенберг запропонував проєкт приватизації землі на сході Білорусі, з чим був пов'язаний також намір створення оборонних сіл. У результаті Розенберг 3 червня 1943 видав декрет щодо приватизації землі на сході. 13 травня у Могильові було відкрито Медичний інститут на чолі з білоруським професором Миколою Степановим. 22 червня внаслідок довгих зусиль В. Кубе у Мінську було засновано Союз білоруської молоді, який був однією з небагатьох організацій, санкціонованих у Берліні. 27 червня у Мінську виникло Білоруське наукове товариство.
Одночасно В. Кубе продовжував свої зусилля зі створення білоруського центрального органу самоврядування. 27 червня у Мінськ засновано Раду довіри. Згоду на створення дали як головний комісар райхскомісаріату Остланд Гінріх Льозе, так і А. Розенберг. Почалося нова борня з поліцією і СС. Не маючи змоги керувати поліцією, В. Кубе наказав окружним комісарам надсилати йому всі дані про пацифікаційну діяльність поліції та СС. 24 березня — через два дні після спалення Хатині — Кубе надіслав Розенбергу рапорт комісара Мінської округи про каральні операції і винищування білоруського населення в окрузі. В серпні 1943 Кубе відправив Гінріху Льозе узагальнений звіт про різні методи окупації, виконувані цивільною і військово-поліційною адміністраціями, та про їхній конфлікт, що на той час досяг своєї кульмінації. Керівництво СС продовжувало вживати заходів до протистояння Вільгельму Кубе. Тим часом 22 червня у мінському театрі відбулася невдала спроба бомбового замаху на Кубе. Поліція вчинила новий напад на нього з метою скинути його з посади. 25 липня СД подала рапорт у справі В. Кубе, де представила докази його ворожості щодо СС, наполягала на його частковій некомпетентності у питаннях управління, критикувала його білоруську політику і опір винищенню євреїв. А. Розенберг спеціально вислав до Мінська свого представника.

### Вбивство
Вночі з 21 на 22 вересня Вільгельма Кубе вбили. Традиційний у радянській історіографії погляд на організацію бомбового замаху на нього приписує ініціативу і підготовку командуванню партизанського загону «Діма», а безпосереднє виконання Олені Мазаник, прибиральниці, яка підклала міну під ліжко Кубе, і Марії Осиповій, яка передала їй міну та була пов'язана з партизанами. Обидві жінки встигли втекти до партизанів, а далі літаком перебратися до Москви. До цієї ж версії дійшла і Велика спеціальна комісія, яка вела розслід і складалася з вищих офіцерів СС. Однак існує думка, що виступити організаторами замаху мали привід (гострий політичний конфлікт СС і Кубе) та можливість високопосадовці СС, можливо, з ініціативи Гіммлера, який після смерті Кубе, висловився, що «тільки смерть врятувала його від концтабору». Тіло В. Кубе було перевезено у Берлін і урочисто там поховано.
Після війни білоруський радянський журнал «Робітниця і селянка» надрукував статтю про героїнь. Поруч з їхніми знімками помістили перелік заслуг, але про операцію з ліквідації Кубе там не було ні слова. 15 років після війни Мазаник і соратників офіційно не визнавали вбивцями німецького генкомісара.

## Звання СС
- Оберфюрер СС (29 вересня 1933)
- Группенфюрер СС (27 січня 1934)

11 березня 1936 року був виключений з лав СС.

## Нагороди[3]
- Берлінська вулиця Gubener Bahnhofstraße 28 березня 1933 року була перейменована на честь Кубе (Kubestraße).
- Почесний громадянин міста Тельтов (1934)
- Почесний кут старих бійців
- Почесний хрест ветерана війни з мечами
- Золотий партійний знак НСДАП
- Медаль «За вислугу років в НСДАП» в бронзі і сріблі (15 років)
- Хрест Воєнних заслуг 2-го і 1-го класу з мечами
- Лицарський хрест Хреста Воєнних заслуг з мечами (27 вересня 1943) — нагороджений посмертно.